# Indián művészet

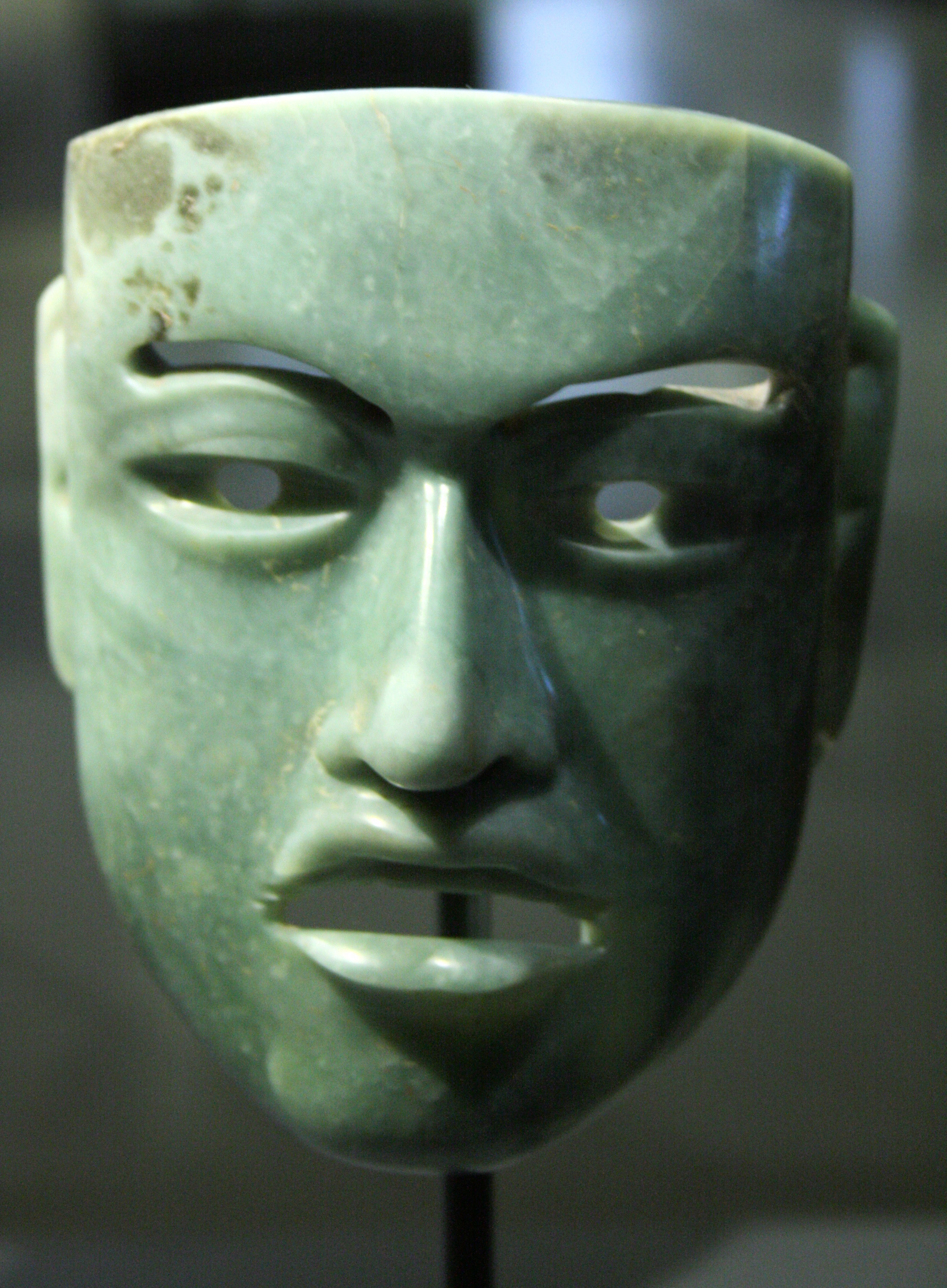
Olmék maszk jáde kőből

Indián művészet alatt az indiánok, azaz Észak-Amerika (az észak-amerikai és a közép-amerikai régió) és Dél-Amerika őslakóinak művészetét értjük. Társadalmi fejlettség alapján két csoportra szokták osztani: a prekolumbián, vagyis az európai gyarmatosítás előtti indián civilizációk művészetére (olmékok, maják, misztékok, zapotékok, toltékok, aztékok, mocsikák, inkák stb.) és a törzsi szervezetben élő primitívebb népek művészetére (az észak-amerikai régió indiánjai, brazíliai indiánok stb.) A különböző indián törzsek és a prekolumbián civilizációk népeiből származó indián lakosság mai művészete alkotja az észak-amerikai és dél-amerikai indián népművészetet.

## Prekolumbián művészet

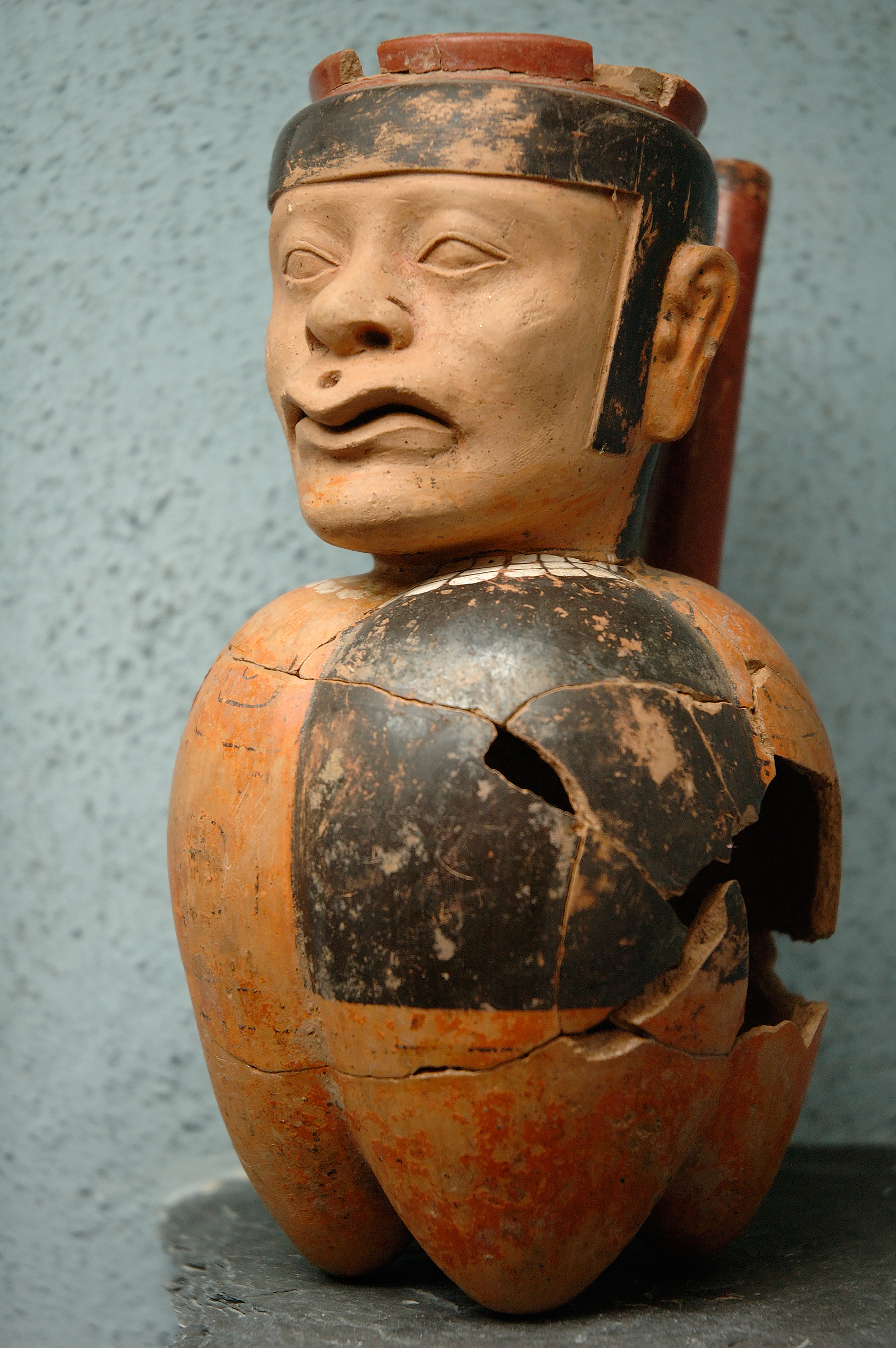
Kerámiaedény a Tiahuanaco-kultúrából, Peru

A prekolumbián művészet a Kolumbusz előtti idők magascivilizációkban élő indiánok művészete. Két nagy területen különülnek el, s e két terület főbb vonásaiban nagyban különbözik: Közép-Amerika civilizációi és az Ősi Peru; Közép-Amerikában éltek az olmékok, maják, toltékok, aztékok; míg az ősi Peru hatalmas, a mai államénál jóval nagyobb területén az inkák, nazcák, mocsikák stb.

## Indián népművészet

### Észak-Amerika

#### Az USA és Kanada indián népművészete

##### Délnyugati indiánok
Amíg a délnyugati terület történelem előtti időszakának összetett vallásos falfestményeit nehezen tudjuk értelmezni, addig a máig fennmaradt indián népművészet formáit behatóan tanulmányozhatjuk.
A navaho indiánok a különleges homokfestésről nevezetesek. Ez a betegségek gyógyításához szükséges szertartások alapvető részét képezi. A homokfestményt  a (művész)-pap imádságok és egyhangú, monoton kántálás kíséretében állítja össze.
A gyógyító szertartás közepette a beteg a festmény közepén ül magába szívva a gyógyulást, az istenek életadó erejét és a jelenlétüket. Hasonló szertartást alkalmaznak a sikeres vadászat érdekében, a termékenység elősegítésére, csakúgy embernél mint a természetben. Természetes anyagok használata (mint például kukorica virágpora, faszén, különböző színű  porrá őrölt kövek) szimbolikus szerepet játszik, s tükrözi az indiánok átszellemülését a lélekkel és a természeti erőkkel. A festményt, amely ábrázolja az istent és a mitológiai hősöket akik segítenek harcolni, a rituális eljárás végén szétrombolják, hogy ne létezzen modell, mégis a hagyományos prototípusok művészről művészre szállnak, akik következetesen ragaszkodnak a minta betartásához, annyira amennyire csak lehetséges. A legkisebb hiba is megsemmisítheti a szertartás hatékonyságát.
A navahók másik festési technikája a szárazfestés. Ennek stílusa merev, szimpla görbületekből és egyenes vonalakból, sorozatok ismétléséből áll. Az ikonográfia bonyolult, de félreértést kizáró. A navahó textíliákon színes geometrikus és figurális motívumok keverednek, például lovak és madarak.
A hopi indiánok Kacsina esőhozó istenség maszkjára a geometrikus szivárvány, felhő- és virágmintáit festik.
A kvakitul törzs görbe csőrű, emberevő madarakat mintázó és fakéregből font hajat viselő maszkokat készítenek.
Az alföldi indiánok bölényvadászatot jelenítettek meg, Oregonban és Kaliforniában finom fonott kosaraikat geometrikus és állatformákkal díszítették.
A pueblo indiánok pazar színekben pompázó cserepein megfigyelhetjük az ábrázolás és absztrakció feszült kettősségét.

##### Északnyugati parti indiánok
Az északnyugati part mentén élő indiánok nagyon sokféle tárgyat készítenek, például totemoszlopokat, maszkokat, kereplőket, edényeket, ruhákat, takarókat, amuletteket, díszített házakat és kenukat.

###### Maszkok
Az északnyugati part indiánjainak maszkjain sokkal nyilvánvalóbb az emberi alak megjelenése, mint a délnyugati népek maszkjainál.

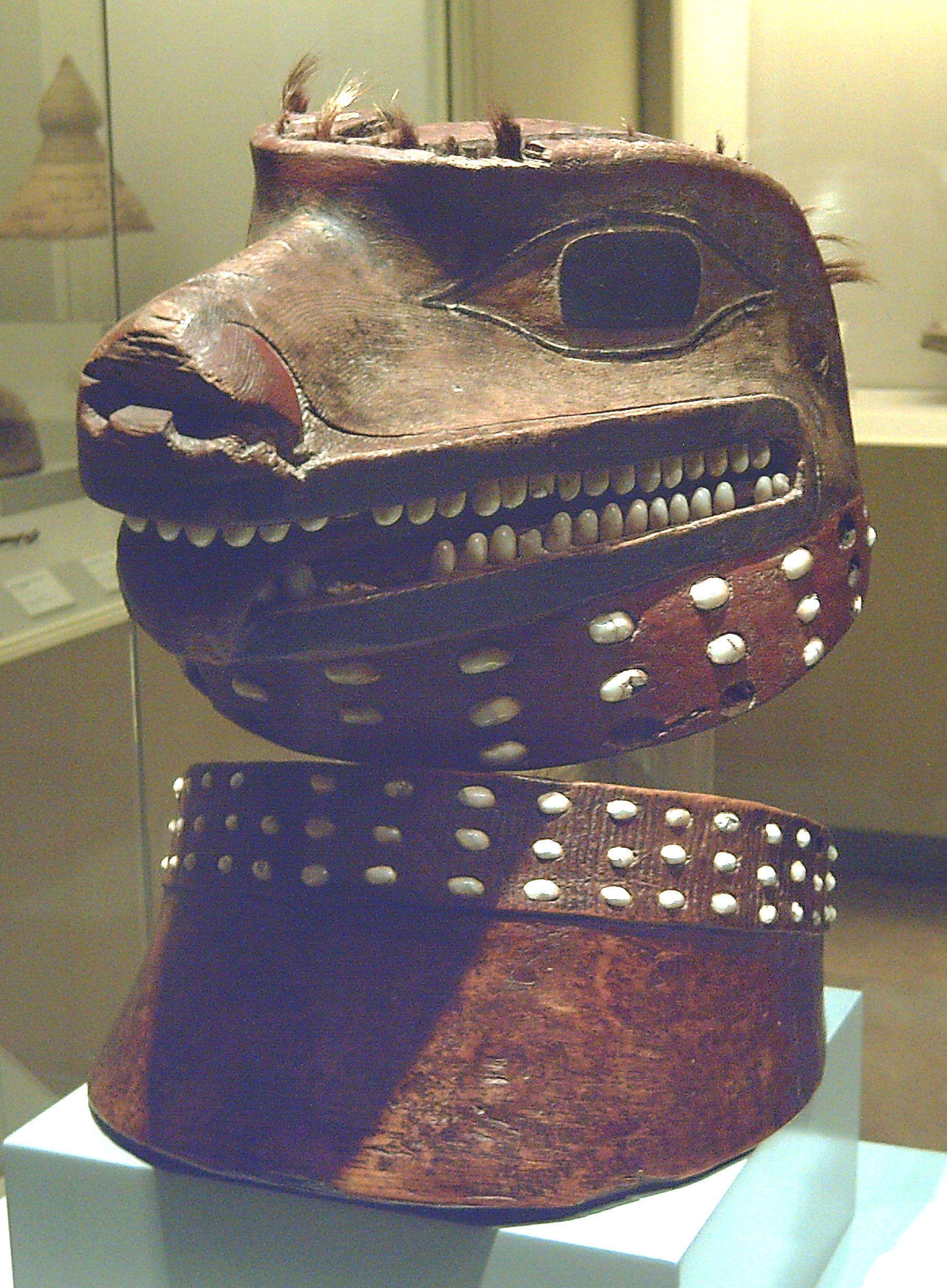
Tlingit sisak

A faragott-vésett maszkok, amelyek állatokat vagy mitológiai teremtményeket ábrázolnak, a sámánok számára a gyógyítási szertartások eszközei, mások pedig a nyilvánosság előtt rekonstruálják ezeket a mágikus jeleneteket. A kwakiutl maszk drámai karaktert személyesít meg. Vonásai erősen túlzottak, mély görbevonalú vésett bemélyedésekkel (ráncok), amelyek sötét árnyékot eredményeznek. A kifinomult mégis erőteljes faragás jellemző e terület stílusára.
Más népek jóval visszafogottabbak, például a tlingit “sisak” szerfelett naturalista, talán éppen egy igazi személy aktuális portréja, mintha a művész azt próbálná bizonyítani, hogy a művészi kifejezésnek nincsenek szabott határai. Rendszerint öröklött motívumokat és stílusjegyeket alkalmaznak, de manapság új, radikális változásoknak lehetünk tanúi.

###### Totemoszlopok
Az északnyugati partvidék indiánjai híresek hatalmas totemoszlopaikról, amelyek törzsfőnököket, szellemeket és állatokat ábrázolnak. A táncosok a szertartásokon a mai napig is viselik finom ruháikat és színes maszkjaikat.

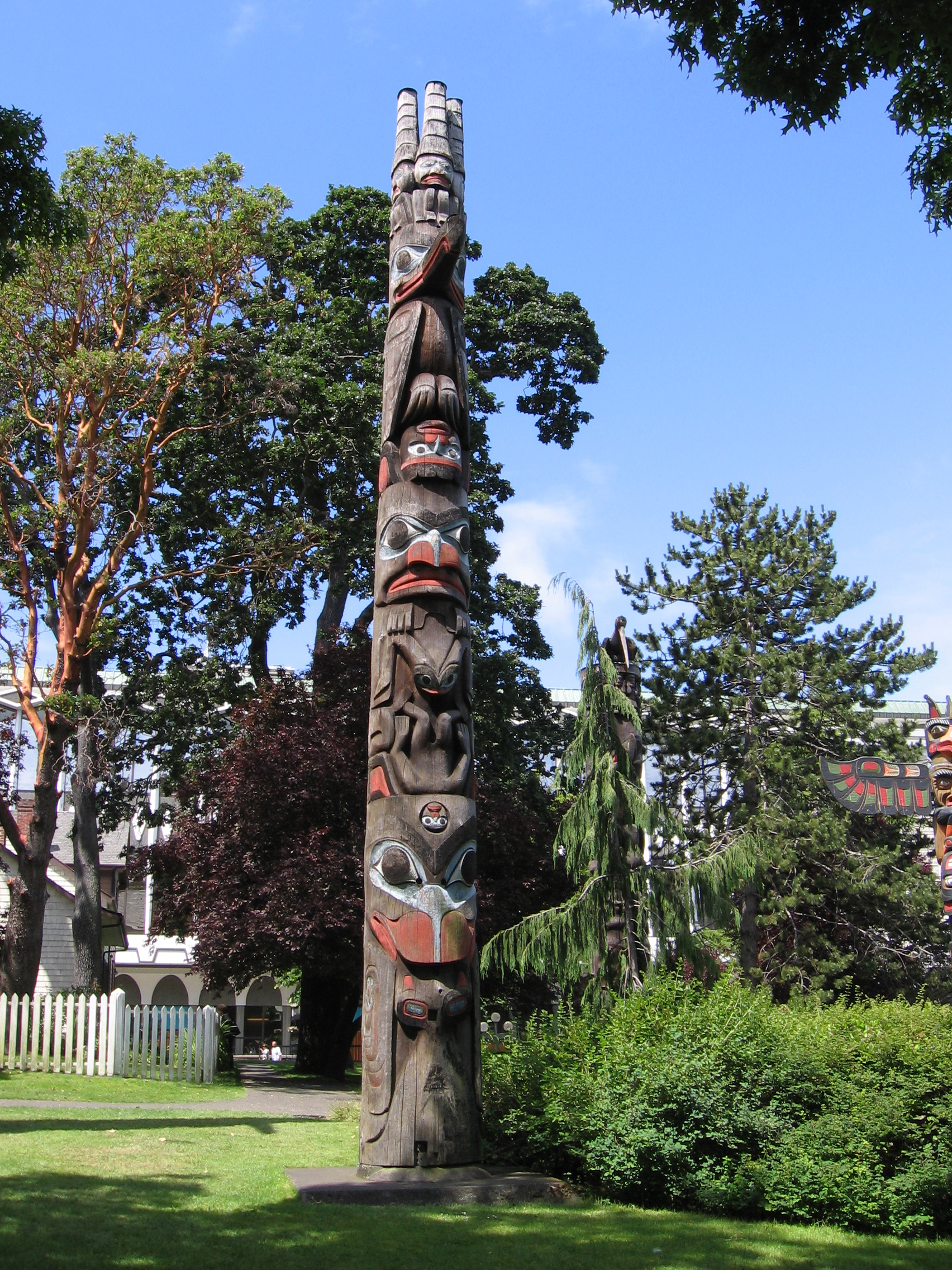
Haida totemoszlop

Annak ellenére, hogy az északnyugati part művészetének spirituális dimenziója van, sokkal fontosabb számukra a közösségben elfoglalt státusz kifejezése, s a művészetet ennek szolgálatába állítják, így a tárgyakkal is kifejezhetik a státusz szerepét. Példa erre a haida totemoszlop a klán jelvényével, amelyet a klán fejének háza előtt állítanak fel, ami a közösségben elfoglalt státuszt jelöli. A haida indiánok amellett, hogy megfigyelik a valóságos formákat, egyáltalán nem törekszenek élethű ábrázolásokra. Például egy haida törzsfő házán, három totemoszlop van. Az ijesztőnek tűnő maskarák halmaza elbeszéli az egész törzs történetét. Egy legendán alapul: „Volt egyszer egy fiatal férj, Gvaisz Kun városában, aki naphosszat nem csinált semmit, míg az anyósa rá nem szólt. Gondolta, nem nyugszik, míg meg nem ölte a tóban lakó sárkányt, aki embereket és cethalakat eszik. Egy tündérmadár segítségével fatuskóból csapdát készített, és két gyereket kötözött rá, csaléteknek. Meg is fogta a sárkány, magára kötötte a bőrét, s tovább halászott a tóban. A kifogott halakat mindennap anyósa küszöbére tette. Az asszony, azt hitte, magának köszönheti az ajándékot, mert ő egy hatalmas varázsló. Mikor veje megmondta neki az igazat, szégyenében meghalt.”
E történet valamennyi szereplőjét ott láthatjuk a középső oszlopon. A bejárat alatti festmény, egy bálna, amit felfalt a sárkány. A bejárat felett maga a sárkány van, azon egy női alak, a boldogtalan anyós, és így következnek sorra: a csőrös maszk a tündérmadár, aki a hőst segíti, felette ő maga sárkánybőrbe öltözve halaival, és legfelül a csaléteknek kitett gyermek. Egy ilyen oszlopon évekig dolgozhattak, kezdetleges szerszámokkal.

###### Szövés
Egy másik jellegzetes északnyugati parti művészeti forma a chilkat takaró. Férfi tervezők készítik a mintasablonokat, amelyek segítségével a szövőnők elkészítik a takarót. A takaró, amely a 19. században széleskörűen elterjedt, a szertartási öltözékek tekintélyt hordozó tartozéka lett. A stílus számos megújuló jellegzetességet mutat: szimmetrikus, ritmikus mintaismétlődésével, sematizált absztrakt állatmintákkal, szemmotívummal, rendszeresen szélesedő és keskenyedő vonalaival, a sarkok legömbölyítésével.

##### Síksági indiánok

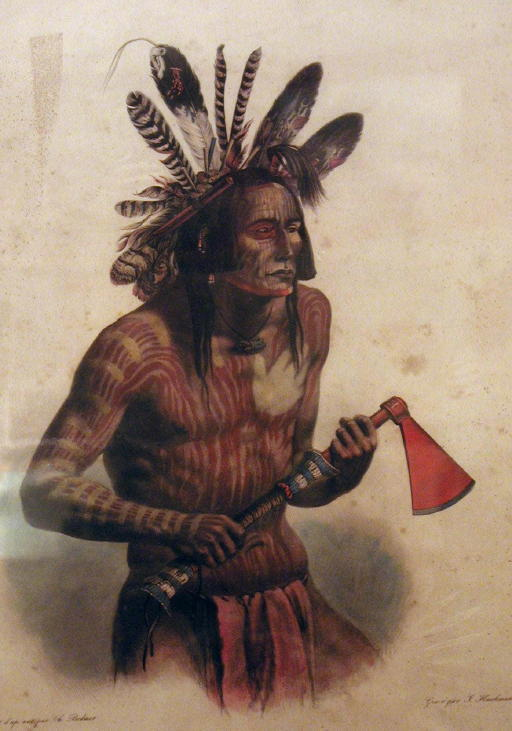
Mato Tope

A Préri-síkság indián művészei meglehetősen különböző anyaggal dolgoztak, mint az északnyugati parton élő indiánok. A legtöbb energiát a bőröltözékek dekorációjára fordították, a sajtolt vagy varrott tollmintákat gyöngyözött mintákkal kombinálták. A sátorkunyhókat, sátorlapokat, bölénybőröltözékeket festett geometriai és merev alakos mintákkal dekorálták az 1830-as évek előtt, ezután természetes jeleneteket, gyakran háború kitörését ábrázolták, a témákat átvéve az európaiaktól. A sátorlapokat a későbbi időszakban realisztikus jelenetekkel, az arányok figyelembevételével s a részletek alapos megfigyelésével, kidolgozásával ábrázolták, s különböző színeket alkalmaztak.
Miután az európaiak behozták a lovakat Észak-Amerikába a keleti partokon a megzavart indián telepek átalakultak mobilizálható, nomád közösségekké. Virágzásuk azonban csak rövid ideig tartott. Ebben a korszakban a nomáddá lett síksági indiánok  esztétikai figyelme nagy részben az öltözékeikre és a testre koncentrálódott, valamint más hordozható tárgyakra – mint például pajzs, botok, pipa, fejszék és különböző fegyvertartók – irányult. Pajzsaik nem csak az erőt demonstrálták, de művészi munkák is voltak. A pajzsfestés gyakran vallásos látomásokat ábrázolt. A díszítésül szolgáló tollaknak védelmező varázserőt tulajdonítottak.
A síksági indiánok öltözetét és díszítőművészetét több átutazó európai művész is megörökítette. A svájci Karl Bodmer például, megfestette a mandan harcos és főnök, Négy Medve Főnök (Mato-Tope) pontos dekorált képmását.
A népszerű New York-i művész, John W. Jarvis 1830-ban készített festménye Fekete Sólyom törzsfőnök (Black Hawk) és fia, Forgó Villám (Whirling Thunder) képmását ábrázolja egészen más felfogásban és stílusban.

##### Északkeleti indiánok
Az északkeleti vagy erdővidéki indiánok kulturális övezete Kanada és az Egyesült Államok keleti erdős övezetét foglalja magában a mérsékelt klímájú Atlanti-óceáni partoktól a Mississippi folyóig, beleértve a Nagy-tavak vidékét is. Az Adena-kultúra és a Hopewell-kultúra emberei voltak e vidék legkorábbi történelmi népcsoportjai. A később bevándorolt és ma itt élő népek közé tartoznak az irokézek, saunik, narrangaszettek, pikók.
Az északkeleti erdős vidékek lakói főként tűzött (quilted) és gyönggyel díszített tárgyakat, öltözékeket készítettek, amelyeket gyakran díszítettek köríves virágmotívumokkal. Az irokézek mesteri, expresszív maszkokat faragtak az Álarc Társaság (False Face Society) ünnepségekre. E szertartás gyógyította a testi és lelki betegségeket és megtisztította az egész közösséget a megrontó erkölcsi tisztátalanságoktól. A szellemarcok legendabeli természetfeletti lényeket ábrázoltak, akiknek hősiességét a mitológia megörökítette. A maszk dramatizálja, eltúlozza és eltorzítja az arc tulajdonságait a hatásosság érdekében, akárcsak az afrikai vagy óceániai maszkok. A maszkot el kellett rejteni, amikor nem használták, mert visszavonhatatlanul elveszíthették erejüket.

##### Délkeleti indiánok
A délkeleti indiánok közé tartoznak többek között a cseroki, csaktó, csikaszó, maszkagí, nacsez, szeminol indiánok.

## Lásd még
- Eszkimó művészet